# Iwao Ójama
Iwao Ójama (japonsky 大山 巌, Ójama Iwao; 12. listopadu 1842 Kagošima – 10. prosince 1916 Tokio) byl japonský maršál (gensui) a vrchní velitel v rusko-japonské válce.

## Život
Ójama se narodil v samurajské rodině a do armády vstoupil na začátku éry reforem Meidži. Tehdy také Japonsko navštívil britský vojenský hudebník John William Fenton, který mladé důstojníky inspiroval k vytvoření národní hymny. Ójama, který byl velmi talentovaný literárně i hudebně a dobře se orientoval v japonské a čínské literatuře, navrhl jako text národní hymny starou japonskou vlasteneckou báseň Kimigajo.
V roce 1870 byl Ójama poslán do Evropy studovat na renomované francouzské vojenské škole v Saint-Cyru. (Stal se tehdy prvním japonským zákazníkem Louise Vuittona, u kterého si koupil zavazadla pro svůj pobyt v Evropě.) Nějaký čas také strávil v Ženevě studiem cizích jazyků. Během pobytu v zahraničí se například výborně naučil rusky.
Když v roce 1870 vypukla prusko-francouzská válka, stal se Ójama z pověření japonské vlády jejím pozorovatelem.
V roce 1877 vypukla vzpoura samurajů, kterou vedl bývalý ministr války Saigó Takamori, a Ójama se účastnil potlačení povstání
V první čínsko-japonské válce byl Ójama jmenován velitelem Druhé armády a dobyl strategicky důležité město Port Arthur i pevnosti ve Wej-chaj. Poté jej císař jmenoval markýzem a o tři roky později, v roce 1898, se stal gensui (polním maršálem).
Za boxerského povstání se Ójama stal náčelníkem generálního štábu japonské armády. Během povstání udržoval přátelské kontakty s vrchním velitelem mnohonárodních sil, německým polním maršálem Alfredem von Waldersee. Waldersee po bojích v Číně navštívil Japonsko a samozřejmě také Ójamu. Oba hovořili o nadcházejících problémech s ruským impériem. Waldersee si pro sebe soukromě v Hannoveru vypracoval plán nasazení japonské armády, který se téměř shodoval s tím, který si nezávisle připravil Ójama.
V rusko-japonské válce Ójama vedl vítězná japonská vojska v Mandžusku. Poté obdržel nejvyšší dosažitelný šlechtický titul knížete a jako osobní dar císaře také nádherný meč. Tento šlechtický titul dal Ójamovi automaticky právo na křeslo v horní komoře japonského parlamentu. V roce 1912 pak byl Ójama jmenován císařským radou (dženró).
Ójama byl v různých japonských kabinetech několikrát ministrem armády a vždy byl jasným odpůrcem liberalismu a demokratizace v Japonsku, takže jej lze klasifikovat jako konzervativního zastánce tvrdé linie. Politické postoje úspěšného generála se staly důležitým vzorem pro mladší generace důstojníků japonské armády.
Ójama byl velmi sečtělý a vzdělaný muž, který ovládal několik cizích jazyků. Jeho otevřenost vůči cizím národům se projevila i na jeho domě v Tokiu, který nechal postavit ve stylu německého zámku. Jeho manželce se dům tolik nelíbil a trvala na tom, aby některé pokoje byly zařízeny čistě japonským způsobem. Japonská elita vedla o stylu domu mnoho sporů. Dům byl během druhé světové války zcela zničen americkými bombardéry.
Ójama byl na Japonce vysoký a miloval dobré jídlo. Ve stáří trpěl nadváhou a cukrovkou, ke které se pak připojily další komplikace, a na kterou nakonec zemřel ve věku 75 let.

## Galerie

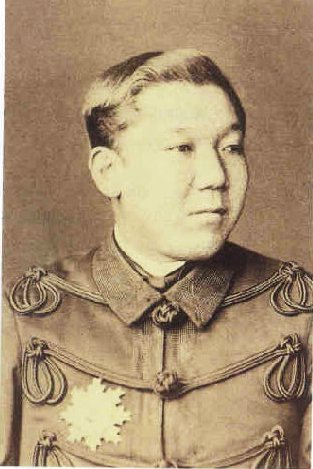
Mladý Ójama
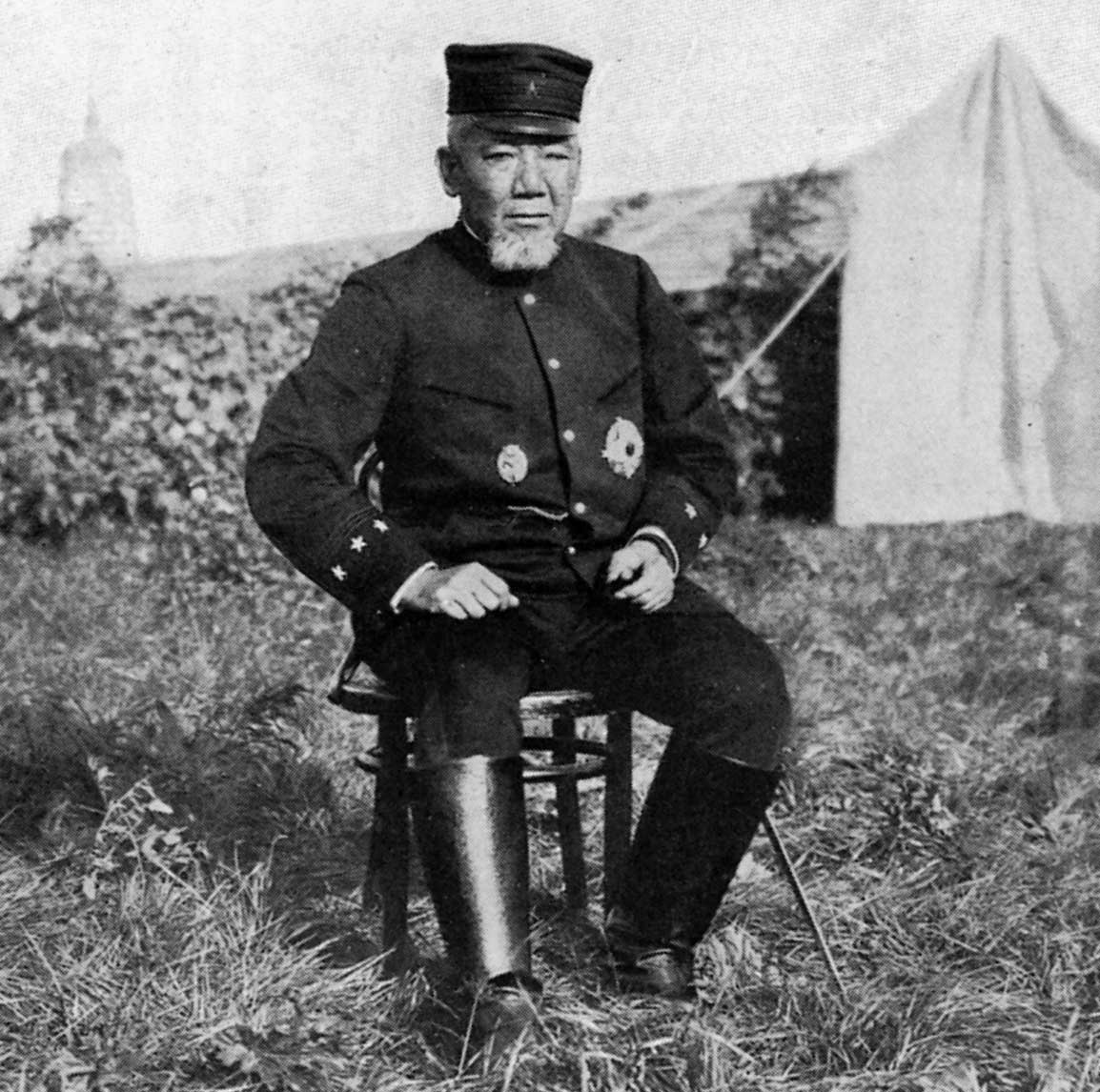
Ójama během rusko-japonské války
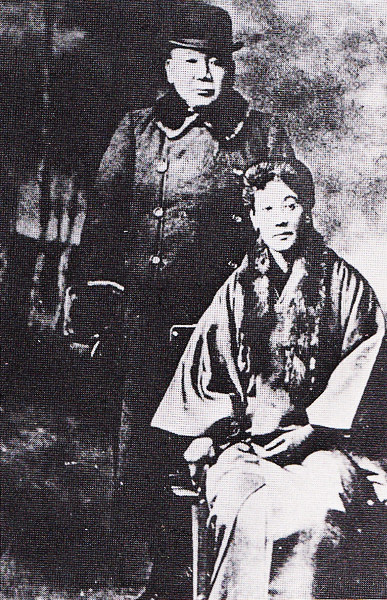
Ójama se svou ženou Sutemacu